# روبرت موریچ
روبرت موریچ (انگلیسی: Robert Murić؛ زادهٔ ۱۲ مارس ۱۹۹۶) بازیکن فوتبال اهل کرواسی است که در حال حاضر برای باشگاه فوتبال اسلاون بلوپو بازی می‌کند. 
از باشگاه‌هایی که در آن بازی کرده است می‌توان به باشگاه فوتبال آژاکس آمستردام، باشگاه فوتبال یانگ آژاکس و باشگاه فوتبال دلفینو پسکارا اشاره کرد.
وی همچنین در تیم‌های ملی فوتبال زیر ۱۷ سال کرواسی، زیر ۱۹ سال کرواسی و زیر ۲۱ سال کرواسی بازی کرده است.